# Hellal Zoubir
 (janvier 2020).
Si vous disposez d'ouvrages ou d'articles de référence ou si vous connaissez des sites web de qualité traitant du thème abordé ici, merci de compléter l'article en donnant les références utiles à sa vérifiabilité et en les liant à la section « Notes et références ».
 (octobre 2020).
 (octobre 2020).
La mise en forme du texte ne suit pas les recommandations de Wikipédia : il faut le « wikifier ».
Les points d'amélioration suivants sont les cas les plus fréquents. Le détail des points à revoir est peut-être précisé sur la page de discussion.
- Les titres sont pré-formatés par le logiciel. Ils ne sont ni en capitales, ni en gras.
- Le texte ne doit pas être écrit en capitales (les noms de famille non plus), ni en gras, ni en italique, ni en « petit »…
- Le gras n'est utilisé que pour surligner le titre de l'article dans l'introduction, une seule fois.
- L'italique est rarement utilisé : mots en langue étrangère, titres d'œuvres, noms de bateaux, etc.
- Les citations ne sont pas en italique mais en corps de texte normal. Elles sont entourées par des guillemets français : « et ».
- Les listes à puces sont à éviter, des paragraphes rédigés étant largement préférés. Les tableaux sont à réserver à la présentation de données structurées (résultats, etc.).
- Les appels de note de bas de page (petits chiffres en exposant, introduits par l'outil «  Source ») sont à placer entre la fin de phrase et le point final[comme ça].
- Les liens internes (vers d'autres articles de Wikipédia) sont à choisir avec parcimonie. Créez des liens vers des articles approfondissant le sujet. Les termes génériques sans rapport avec le sujet sont à éviter, ainsi que les répétitions de liens vers un même terme.
- Les liens externes sont à placer uniquement dans une section « Liens externes », à la fin de l'article. Ces liens sont à choisir avec parcimonie suivant les règles définies. Si un lien sert de source à l'article, son insertion dans le texte est à faire par les notes de bas de page.
- La présentation des références doit suivre les conventions bibliographiques. Il est recommandé d'utiliser les modèles {{Ouvrage}}, {{Chapitre}}, {{Article}}, {{Lien web}} et/ou {{Bibliographie}}. Le mode d'édition visuel peut mettre en forme automatiquement les références.
- Insérer une infobox (cadre d'informations à droite) n'est pas obligatoire pour parachever la mise en page.

Pour une aide détaillée, merci de consulter Aide:Wikification.
Si vous pensez que ces points ont été résolus, vous pouvez retirer ce bandeau et améliorer la mise en forme d'un autre article.
Zoubir Hellal, né le 21 septembre 1952 à Sidi bel Abbès, est un peintre et designer plasticien algérien.

## Biographie
Après des études primaires à l'école Maraval à Oran puis à l'école de la rue du Divan à Alger, Zoubir Hellal poursuit des études secondaires au lycée Okba d'Alger. Il fréquente ensuite en 1966 et 1967 la Société des beaux-arts (cours de dessin et de modelage), l'École supérieure des beaux-arts d'Alger entre 1967 et 1970 et l'École nationale supérieure des arts décoratifs de Paris de 1970 à 1974. Il y obtient en 1973 un diplôme d'État de décorateur (spécialité en architecture aménagement (1973), à l'université Paris VIII un diplôme d’études approfondies en arts plastiques, sous la direction du professeur Edmond Couchot (1988), et à Alger un magistère en histoire et théorie de l’art sous la direction du professeur Mahfoud Kadache (2002).
À l'École supérieure des beaux-arts d’Alger, Hellal Zoubir est enseignant de design (1977-2010), chef de département (1979-1982), directeur des études (1982-1986), sous directeur chargé des affaires pédagogiques (1986 1992). Il participe au développement de l’école pour sa mise sous tutelle pédagogique du ministère de l’enseignement supérieur (1983), dirige la réforme de l’enseignement artistique  par l’introduction du système des volets d’études, d’un nouveau cursus par la création du diplôme supérieur d’études artistiques (DESA), participe à la mise en place d’un enseignement de post graduation artistique.
Il est membre du conseil d’administration de l'EME (Entreprise nationale de menuiserie et d’ébénisterie) de Sidi Moussa (1990-1992), directeur du département arts plastiques au Commissariat de l’année de l’Algérie en France (2001- 2003), commissaire d’exposition pour Design et photographies année arabe, Alger 2007, Design africain et art contemporain au 2e Festival panafricain, Alger 2009.

## Zoom sur quelques œuvres

### Map Monde 03
En 2003, une exposition est organisée pour créer un lieu d'échange entre les œuvres des artistes algériens en France et en Algérie. L'enjeu de cette exposition est de renouer des liens à travers  une histoire marquée par les connivences et des violences (colonisation, guerre, tortures, émigration, intégration, terrorisme). Elle est un hommage à tous ceux qui ont souhaité au prix de leur vie conserver leur volonté de pensée et de liberté qui s'accompagne souvent sur le terrain de la résistance à la barbarie et à la violence.
Dans cette exposition, Zoubir Hellal s'intéresse à la géographie qui n'est pas la même selon le point de vue où l'on se situe.
L'artiste en toute liberté sur sa cartographie imaginaire intervertit les noms des villes, des pays, déplace les continents, les océans et redessine les frontières. En maître du monde, l 'artiste - politico-géographe - l'envisage à sa façon comme ceux qui ont participé à la signature de différents traités qui ont découpé le monde selon les intérêts des puissances sans tenir compte des cultures locales :  Traité de Tordesillas en 1494, Traité de Berlin en 1885.
L'artiste interroge : au nom de quelle vérité ou erreur ou de quelle dérision ou liberté la cartographie du monde a-t-elle été mise en place ? L'artiste s'arroge lui aussi ce pouvoir et se permet aussi de réviser, revisiter et révolutionner le monde pour se jouer du monde. Cette nouvelle géographie nous démontre combien les pouvoirs se partagent le monde sans nous et l'importance du lieu de naissance. Il nous interpelle aussi sur ces thèmes de prédilection : mondialisation, nouvelles frontières, inflation de l'espace, de l'information et de l'actualité.
Sur le ton de l'ironie et de la dérision, il souligne l'incohérence des relations humaines et sur la relativité du monde qu'ils ont construit. Pour lui, « l'homme est un prédateur, si l'opprimé était à la place de l'oppresseur, il agirait comme lui ou ferait pire ».
Ces cartes de géographie, importantes par les informations symboliques et par leurs connotations sont transformées en les plaçant dans un processus perturbé, dévié sur le plan du tableau leur apportant une nouvelle dimension, la sienne celle de la remise en cause. Un travail qui fait écho à celui de Jean-Pierre Reynaud avec les drapeaux en développant un concept par rapport à un objet quotidien. Sur un fond humoristique, il brouille le paysage géopolitique en dévoyant des positions solidement ancrées et révèlent ainsi une somme d'ambiguïtés et de relativisation basée sur la proposition de contraires. Une montagne de questionnement submerge alors l'observateur de ces œuvres. Cette remise en cause des normes et des codes entraîne des dérapages, des incertitudes et crée un malaise. Cette démarche artistique visant volontairement le trouble est le trouble de Guy Scarpetta et introduit : « dans le champ même de l'art (et de sa perception), un coefficient d'impureté ou de déstabilisation, ce qui triche avec les codes, ce qui perturbe les orthodoxies, ce qui fissure les conformismes ».
Zoubir Hellal utilise l'illusion, le jeu artistique qui donne une nouvelle dimension aux valeurs ancrées, aux sujets, leur image, leur intégrité, leur représentation et les conceptions du monde, les consensus collectifs. À la manière de Marcel Duchamp, il emploie des ready-made, dissolvant opposition entre art et non-art et en utilisant le collage, il les agresse, les remet en cause entraînant un sentiment d'indécision. Ses tableaux associent jeux linguistiques, complexité formelle, commentaire politique ou charge satirique.
Il suggère à travers sa cartographie l'ensemble des problématiques nationalistes, les guerres géopolitiques en désamorçant la violence par sa charge à lui qui est satirique. En usant de l'arme artistique qui lui permet de s'aventurer sur tous les terrains, il dévoie des idéologies et des politiques conventionnelles. Avec dérision, il utilise les symboles sacrés des États, les frontières des territoires oscillant entre image et réalité, entre sincérité et satire. Le choix des cartes géographiques est loin d'être neutre et naïf : support pour des voyages imaginaires, matériau géographique avec le tracé des frontières, symbole de la puissance idéologique et politique des territoires. Selon lui, l'art doit rimer avec mobilité. Toute démarche artistique doit être forcément évolutive sur ses sujets et sur ses approches. Il affirme que « rien n'est sûr, aussitôt créé, aussitôt remis en question ». La vie doit être le principal matériau de la création, c'est pourquoi l'actualité et le réel sont au centre de son œuvre.
Zoubir Hellal apprécie la dimension ludique dans la création. Il s'affirme comme un professionnel du jeu : jeux de mots, jeux d'esprit, jeux virtuels. Cette association d'images, éclectique et iconoclaste suggère un mot d'esprit visuel. Le rythme de la recherche, l'exigence de découvertes, la pratique de la série priment sur la virtuosité esthétique ou technique dans son œuvre. L'enjeu essentiel de sa démarche artistique est de créer l'étonnement chez le spectateur en remettant en cause les valeurs et les contradictions de l'histoire humaine sur le ton de la dérision, de la moquerie et de la provocation. Interpellé, l'observateur soumis à l'étonnement, à la gêne ou à la colère est poussé à s'interroger sur l'authenticité de l'œuvre, sur sa dimension implicite, obligé de revisiter le triptyque art-histoire-géographie.

### Le mariage de Tanina
Cette exposition de 2006 qui s'est tenue à la Galerie ESMA est inspirée par un texte du patrimoine algérien. La littérature a souvent servi de source d'inspiration pour sa peinture. L'exposition Antar et Abla est inspirée par une histoire d'amour mythique du patrimoine arabe. Il puise ses références à des sujets légendaires arabes ou berbères dans une volonté de réhabiliter un patrimoine en utilisant ses codes allusifs pour faire comprendre de nouvelles significations.
Le mariage de Tanina est un conte berbère plus précisément un poème kabyle ancien traduit par Mouloud Mammeri. Conte poétique, c'est une sorte de mythologie des relations entre les oiseaux, daté de la période ottomane.
Tanina est un oiseau inexistant, fabuleux comme le sphinx qui souhaite se marier. Elle réunit les animaux et leur annonce son souhait. Son futur époux, le faucon la tuera. Le peintre n'a pas souhaité réaliser une illustration du conte mais bien s'inspirer de la parabole sous-jacente. Tanina souhaite se marier avec le faucon dès le début alors qu'elle savait que c'était l'oiseau le plus dangereux. Elle avait accepté un accord en refusant de manger certains gibiers qu'il chassait. Mais elle n'a pas tenu parole et le faucon est allé au bout de sa négociation : il a tué Tanina. Ce qui plaît à l'artiste est que cette parabole peut s'appliquer à la géopolitique actuelle : par exemple, le Liban et l'Irak tentent de négocier des accords avec des superpuissances mais ils aboutissent forcément à un échec. La morale est la suivante : soit on accepte de se soumettre et il faut accepter tous les termes de l'accord, soit on émet des contestations et en remettant en cause cette négociation, il faut s'attendre à se confronter à la violence du puissant.
Le thème de la dérision est omniprésent. L'autodérision est une attitude dans la vie et un outil de pensée très salutaire pour Hellal Zoubir. L'artiste tente toujours de déconstruire ce qu'il a construit.

### Forza Femina
Dans cette exposition de photographies qui s'est déroulée du 15 avril au 15 mai 2013 au Centre des Arts et de la Culture Palais des Raïs au Bastion 17, Zoubir Hellal met en scène des femmes réelles pour la première fois dans son œuvre. La figure féminine était déjà présente dans son œuvre antérieure mais dans une dimension fictive voire semi-fictive en s'inspirant de la tradition locale avec Le mariage de Tanina en 2006 et de la geste littéraire avec Abla dans la série Antar en 2011. L'artiste avait réussi à avec humour à transcrire la mémoire d'un patrimoine commun dans une Algérie moderne tout en soulignant les réalités sociales. Zoubir Hellal avait réussi à peindre une réalité de la condition féminine en mettant en valeur des résistantes  et d'autres plus fragiles permettant de comprendre une complexité nuancée des relations humaines.
Dans cette série de  photographies, sont portraiturées des femmes provenant d'origines et de conditions sociales diverses. Les attitudes identiques de ces femmes semblent faire écho à la posture adoptée par la femme de l'affiche We can do it ou Rosie the Riveter réalisée par J. Howard Miller.
Cette affiche était destinée à motiver les femmes pour contribuer à l'effort de guerre en remplaçant les hommes absents et qui soulève aussi les enjeux soulevés par la participation des femmes à la vie socio-économique. La vision de la femme volontairement masculinisée semble indispensable pour une contribution dans une société économique très sexué mettant en valeur les relations de domination et le système de représentation qui est toujours d'actualité de nos jours. La volonté de Zoubir Hellal est de montrer que la dimension humaine reprend ses droits dans un environnement où le corps des femmes est soumis à des problématiques socio-politiques.
Subtilité et dérision est le couple fondateur de sa démarche artistique. Se revendiquant volontiers "dériseur", il n'utilise pas ce trait dans l'intention de se moquer ou de mépriser les personnes. Il s'agit plutôt de tourner en dérision une manière de voir certaines situations. Cette dérision devient même une habitude de voir le monde. La subtilité est la conséquence de cette dérision car ils forment un duo inséparable. Selon lui, cette subtilité est mise en œuvre sur deux dimensions. La première est celle de l'incertain car il est persuadé que pour les humains, il n'y a de véritable vérité que dans la recherche de la vérité. Le second plan sur lequel s'exerce la subtilité est celui de la finesse et du raffinement c'est-à-dire un ordre de beauté tout en nuances, ouvert aux propositions créatrices et non restreint par des idées préétablies. L'artiste revendique sa liberté totale en refusant tout compromission en se soumettant à des jugements.
Avec ces photographies, la dérision est encore et toujours à l'honneur. Les filles arborent fièrement leurs muscles tels des body-buildeuses ou adeptes du culturisme, terme plus poétique que body-builder comme si le corps s'apparentait à une bâtisse à construire. Toute une gamme d'émotions intervient sur leurs visages. Oscillant entre le sourire, le rire retenu, l'air faussement sérieux ou bravache, ces filles délivrent un message unique conscientes que la force qu'elles déploient est loin de toute démonstration ostentatoire de puissance physique. Des études médicales ont prouvé que si la force masculine est intense, elle est néanmoins brève. Tandis que la force féminine se caractérise par sa moindre puissance mais par une endurance plus importante. L'acquis corrobore et renforce l'inné par le conditionnement social et culturel. La preuve par l'exemple des femmes obligées plusieurs fois par jour d'aller chercher l'eau à la fontaine.
Le déploiement de la force physique est souvent prégnante pour régler les conflits dans le monde et l'Algérie n'y échappe pas. L'expression ancestrale de la redjla improprement traduite par virilité a été dévoyée progressivement. Initialement code d'honneur, il fait quasiment allusion à une attitude chevaleresque dans tous les aléas de la vie en associant valeur morale et physique, courage et défense de ce qui est juste.
Le rôle des femmes algériennes dans l'acquisition de l'indépendance du pays est connu. La pièce de théâtre El Djamilate écrite par Nadjet Taïbouni a permis de rendre hommage à cette force féminine en matière d'endurance et de résistance.
Ces filles mettent donc à jour ce dévoiement de la redjla qui se résume à un déploiement de la force physique qui est sous-tendue par la domination d'une nouvelle force celle de l'argent qui devient critère de réussite.
Cette attitude masculine n'a pas empêché  ces femmes de conserver leur féminité et de cacher leur pouvoir de séduction.
En nous interrogeant sur les apparences, il nous entraîne sur le terrain des remises en cause des catégories fixes et met à l'honneur ce que la société peut apporter en matière de mutations.

### Écoute petit homme
«Écoute petit homme » est une  exposition de peintures et de dessins située à la  galerie Dar el Kenz du 8 février au 8 mars 2014, qui réunit ses premières œuvres créées entre 1973 et 1977 lorsqu'il résidait à Paris  et qu'il était étudiant en art de décoration et architecture d’intérieur. Il fréquentait les Beaux-Arts de Paris et habitait la cité des Arts. Pendant ses études parisiennes, il s'est passionné pour tous les livres traitant de la condition humaine avec notamment les livres du psychanalyste, théoricien politique et militant révolutionnaire autrichien William Reich. Le titre de l'exposition fait référence à un des titres de ses livres. Dans cette étude, le psychanalyste dénonce les personnes prétentieuses et arrogantes qui provoquent  les troubles d 'humanité pouvant mener à des dictatures, la course à l'individualisme et l'intolérance. À travers cette exposition, le peintre souhaite aussi réactiver la mémoire de Mohamed Boudia révolutionnaire et homme de théâtre algérien assassiné en 1973 par les services secrets israéliens, le Mossad en raison de son activisme pro-palestinien. Ces deux fortes personnalités sont mentionnées dans cette exposition pour rendre hommage à leur combat humaniste et leur courage face aux perpétuelles persécutions qu'ils ont subies. Cette fin des années 70 est marquée par un profond bouleversement dans les sociétés occidentales et une période où les militants de la cause humaine, source selon lui de réalités et de mythes bien ancrés ont voix au chapitre.
Ces références à ces deux personnalités permet de s'interroger après l'échec des révolutions arabes excepté en Tunisie, sur le sort d'un continent qui subit une néo-colonisation rampante justifiée par la mondialisation.
De ce fait, les peintures à l’huile réalisées par le jeune Hellal Zoubir à l’époque reflètent sa démarche philosophique de l'époque qui tend à séparer l’âme du corps, tout en insufflant à ces deux entités une force matérielle incontestable. Dans un véritable chaos, des morceaux d'humanité disloqués apparaissent : corps en lambeaux, bras ensanglantés, têtes ahuries et blessées. La main est un leitmotiv, parabole de l’effort collectif qui réunissait l’homme au temps du socialisme ambiant de l’époque. L’œuvre La corde est une des plus parlantes :  elle représente un homme accroupi, le bras attaché à une corde comme dominé par un pouvoir mystérieuse externe qui le dirige comme un funambule. Cette forme de soumission et de domination sous-jacent est combattue constamment par Hellal Zoubir. Le peintre dessine aussi autour d'une réflexion sur la sensibilité humaine, un homme fragile qui peut faillir. C'est bien cette double dualité complexe, présente en chaque être humain que rend compte l'artiste.
Dans le catalogue de l'exposition, le peintre a souhaité ajouter des extraits des textes philosophiques et soufis dont celui de Djallal Eddine El-Rumi : «Purifies-toi des attributs du moi, afin de pouvoir contempler ta propre essence pure. Et contemple dans ton propre cœur toutes les sciences des prophètes, sans livres, sans professeurs, sans maîtres. Le livre du soufi n'est pas composé d'encre et de lettres; il n'est rien d'autre qu'un cœur blanc comme la neige.» Avec ces références littéraires et religieuses, l'artiste met en alerte contre la domination de la matière sur l’homme et sa vacuité dans le temps.
L'artiste souhaite en priorité éveiller les consciences : “Je n’accorde pas beaucoup d’importance à ce qu’on dit sur la couleur, pour moi le plus important est que l’image crée un débat chez la personne qui la regarde, la couleur choisie n’est qu’un détail”, a-t-il tenu à préciser.

#### Antar Wa Abla
Victime de dieu Pan qu'elle a osé repousser de son amour malheureux pour le beau Narcisse la nymphe Echo fut condamnée à n'être plus qu'une voix solitaire et désincarnée un spectre sonore qui ne sait répéter que le dernier mot entendu. L'exposition de Zoubir à la Galerie Isma (1) réincarne le double mythe. D'abord à cause de l'écho de l'ex. nom de la Galerie qui colle encore aux lieux ensuite et surtout à cause de l'écho amplifié de la tonalité émotionnelle de l'artiste qu'une "parabole" artistique essaie pathétiquement de nous cacher. Nous avons l'impression que Zoubir entr'ouvre enfin sa vraie porte qu'une chaîne de sécurité cependant retient et l'énormité du risque ne l'y fait compromettre qu'un seul œil. Pourquoi Zoubir - contrairement à ce qu'il confie dans son entretien avec A.E.T "le terrible" joue-t-il le pauvre quand il a le sou ? Car il est riche d'émotions mais la pudeur le fait jouer au sarcasme en guise de forme artistique. Dans "Antar et Abla" se cache un désir d'exaltation, de liberté et une nostalgie de l'âme dont le sarcasme ou la "dérision" comme il le dit n'est qu'un écho superficiel. La parabole Marie Abla-Antar ne tend à voiler l’éclectisme esthétique qu’il parodie ni tout à fait les anachronismes socio-culturels qui l'écorchent vif. La parabole voile la question primordiale et lancinante que Zoubir murmure dans l'alcôve de A.E.T - "Est-ce qu'un peintre a le droit de faire ce qu'il a envie de faire.   Mais qu’est-ce qui empêche donc le droit à la berté d'expression ? Mais qu'a-t-il envie de dire au juste ? Si Zoubir use de son droit de s'attaquer aux contraintes de l'histoire de l'art aux mythes du 19 siècle français, à ceux du XXe siècle dit "Universel"et à leurs croisements naturels avec ceux des cultures plus "locales" il n'arrive pas à vaincre les strates compactes de notre éducation ancestrale comme la pudeur la morale et autres conventions. Ces règlements de compte plastiques ne nous empêchent pas de voir ce dont Zoubir a vraiment envie à savoir éclatement cependant pas se laisser prendre à l'éclatement de l'esthétique formelle et historique qu'il nous propose. Ce n'est que l'écho de son désir d'éclatement propre. Remontons à ses premiers tableaux de la veine des années 70 comme l’Oeil" ou "Zarbia" à ceux des débuts des années 80 comme "Le Souf" et "Le Souffle" puis à ceux que les expositions de la Galerie Issiakhem (du temps où elle l'était) et l'hommage à Picasso au Musée National des Beaux-Arts d'Alger nous ont montrés en 1987 et 1988. Mine de rien ce sont là les jalons et résultats de 20 ans de pratique créatrice. Mais ce n'est là à la fois qu'une phase préliminaire. Son exposition actuelle tout en étant l'aboutissement est aussi ce moment où l’artiste reçoit assez d’énergie pour effectuer une transformation entropique entrer en état de grâce ou redoubler de férocité. La froide grisaille les fonds terreux des premières œuvres, la crédulité du nouveau-né des Arts - Déco et du fan de Rauschenberg de l'adepte du pop-art et de l'art conceptuel, l'allégeance feinte aux Aouchémistes, le modèle fatal inconsciemment transposé sont de l'histoire ancienne. Les graphismes et les couleurs plus intenses ont fait doucement mais sûrement leur entrée dans les compositions, les motifs ornementaux, les modes et éléments d'expressions traditionnelles de l'enluminure et de la tapisserie se sont sophistiqués. D'une esthétique formelle statique il passe d'abord à une composition d'équilibre des formes et des mouvements qu'il soumet finalement à l'action arbitraire des Forces. Nous sommes en présence d’une décomposition d’un montage pseudo-désordonné des éléments plastiques empruntés et personnels, que nous percevons simultanément dans leur autonomie et leur interaction. Ce que nous pressentions en état de latence surgit enfin. La passion entre en jeu et même si elle à l'air de prendre un détour et fait l'effet d'un écho elle n'en donne pas moins lieu à l'éclatement Zoubir réalise et c'est une évolution logique que l'art doit être une expérience totale de vie qu'il faut avoir le droit" et " envie d’exprimer, Il admet donc et nous le laisse entendre qu'il fauf parfois la laisser dépasser l'intention esthétique. Cela peut coûter très cher mais Zoubir prévoyant n'est pas pressé d'en payer tout de suite le prix. C'aurait été brûler les étapes, prématuré contre-nature. Ce moment viendra, peut-être au tournant de l'an 2001 ? En tout, cas il sait que ceux qui évitent ou ratent le tournant de la vie se perdent pour eux-mémes et pour les autres communément. La dernière interrogation pourtant chuchotée dans l'alcôve par A.E.T La peinture  algérienne est "asexuée sérotisée" désarçonne tellement Zoubir qu'il tente en vain de l'éviter ? Ainsi en feignant ne pas s'y intéresser il laisse échapper ce qu'il en pense lui-même de « Cette question de ce problème ». Nous avons failli par pudeur renoncer à montrer du doigt la sensualité qui affleure dans sa peinture dans les visages et les nus féminins qu’il relègue au dernier plan a beau  les noyer comme on fait d’un chagrin, dans un bric à brac de curiosités = La chéchia, le chapeau, la cravate le costume le burnous, les accessoires de l'esthétique algérienne les attributs et les tics de l'École de Paris, enfin "Tout ce qui est dans la mémoire". Toutefois, nous notons bien à son insu Tout ce qui n'y est pas, qu'll aimerait étaler à nu mais qu'il travestit d'un énoncé plastique et qu'il métamorphose. L'exposition d'Isma et l'interview d'A.E.T nous laissent entendre que Zoubir parlera un jour plus catégoriquement du vécu, comme la voix essentielle inspiratrice de l'art et de la sincérité comme pilier de l'expression qu'il continuera d'élaborer en cherchant à la dépouiller de tout modèle et de tout mythe si universels soient-ils afin d’atteindre à une forme plus immédiate capable de cristalliser la vie et non de la désincarmer crime que Pan et Narcisse ont commis, l'un par trop de pouvoir l’autre par trop d'indifférence à l'égard d'Écho.
Texte de Mme Malika Bouabdellah -revue du Musée National des Beaux-Arts d'Alger 

## Jugement
« La peinture est, en Algérie, la discipline artistique où s’opèrent le plus de changements heureux. On peut d’ores et déjà affirmer que les Issiakhem, Khadda, Benanteur auront de dignes successeurs. Ils ont pour noms Wahab Mokrani, Hellal Zoubir, Abderrahmane Ould-Mohand. Ils ont tous moins de trente ans et leurs mérites commencent déjà à forcer la reconnaissance. Hellal Zoubir et Salah Malek ne viennent-ils pas d’obtenir cette année (et la presse algérienne a fait preuve d’un étrange silence à l’adresse de cet heureux succès) les prix Picasso et Miro lors d’une exposition en Espagne? ».Tahar Djaout (1985)

## Expositions
À partir de 1970 Hellal Zoubir participe à des expositions collectives et de groupes en Algérie (Oran, Alger, Timimoun…) et à travers le monde: Nouakchott, Casablanca, Madrid, Séville, Salamanque, Marseille, Tour d’Aigues, Paris, Moscou, Belgrade, Caracas, Tripoli, Budapest, Pécs… 
Il participe également à des Biennales à Tunis, au Caire à Téhéran, Ankara, Saint-Étienne. Il réalise des expositions individuelles à Alger, au Centre culturel de la wilaya d'Alger (1981, 1983) et à la galerie Isma dont il est membre (1989 et 2000), à Clermont-Ferrand au musée d’art Roger Quillot, à la galerie ESMA Le mariage de Tanina en 2006. Il est membre fondateur avec Noureddine Ferroukhi du collectif « Essebaghine » (Les badigeonneurs).

### Principales expositions collectives
- 1972 -74, “exposition des résidents”, Galerie Sandoz, à la Cité internationale de Paris,
- 1973, exposition collective à la Galerie René Borel à Deauville,
- 1974, “Peintres algériens”, L’abbaye à Saint Germain des Prés , Paris,
- 1982, “Dix ans de peinture algérienne”, Musée des Beaux arts d’Alger, Commissaire de l’exposition, Mme Malika Bouabdellah,
- 1983, “Rompre le silence”, exposition internationale en solidarité avec les prisonniers politiques de Turquie, Bâle, Suisse,
- 1983, “Bilan de l’Art Contemporain”, à Dallas, USA, médaille d’argent,
- 1983, “ 2e Biennale Maghrébine”, Galerie Yahia, Tunis,
- 1984, “Day’s”, Galerie de Budapest, Hongrie,
- 1984 & 1985, “Rajz Drawing”, Galerie de Pecs, (Hongrie), Commissaire de l’exposition, Mr Pinczhelyi Sandor,
- 1985, “Exhibition”, Galerie Liget, Budapest,
- 1985, “A Természet – The nature”, Commissaire de l’exposition, Mr Pinczhelyi Sandor,
- 1986, “Prix Picasso & Miro”, au Palais des Congrés et des Expositions, Prix National Picasso,
- 1986, “Algérie, peinture des années 80”, Centre National des Arts Plastiques de Paris, Commissaire de l’exposition, Mr Ramon Tio Bellido,
- 1986, “1re Biennale international d’Ankara”, (Prix special du jury),
- 1986- 1988, “Hommage à Picasso”, au Musée National des Beaux Arts d’Alger & au Musée Picasso d’Antibes, Commissaires de l’exposition, Mmes Malika Bouabdellah & Daniele Giraudy,
- 1986, “Peinture algérienne contemporaine”, Palais de la culture, Alger,
- 1995,”Algérie je ne quiterrai jamais mes amis”, Galerie Nikki Diana Marquardt, Paris, avec la Fondation Asselah,
- 1997, “Les portes du stade de Bari”, réalisation de la porte de l’Algérie, Bari, Italie,
- 1997, “Peintres d’ici”, Musée National des Beaux Arts d’Alger, Commissaire d’exposition, Mme Orfali Dalila, texte de Mr Ali El Hadj Tahar,
- 1998, “ 7e Biennale du Caire”, Galerie à Zamalek, Le Caire,
- 2000 – 2003, “Cenekunregard” au Bastion 23, à l’Immeuble Berluc à  Forcalquier, au Château de la Tour d’Aigues & à la Friche la belle de Mai à Marseille & “Byout El Wit”, au Bastion 23, “Indépendance Day”, à la Galerie Isma, avec le “Groupe Essebaghine”,
- 2003, “Le XXème Siècle dans l’Art Algerien”, au Château Borely à Marseille & à l’Orangerie – Jardin du Luxembourg à Paris, Commissaire de l’exposition, Mr Ramon Tio Bellido,
- 2003, “Voyages d’artistes”, à l’espace Electra, Paris, Commissaire de l’exposition, Mr Jean Louis Pradel,
- 2005, “El arte y el Suenno”, Commissaire de l’exposition, Mme Pilar Garcia Fernandez, Fondation des Cultures de la Méditerranée,
- 2005, “Des artistes pour Novembre”, Galerie 54 La Citadelle, Commissaire de l’exposition, Mr Ali El Hadj Tahar,
- 2007, “Cinq artistes au Rendez vous”, Centre Culturel de Ghardaia, Commissaire de l’exposition, Mr Mohamed Bakli,
- 2007, “Hommage à Issiakhem”, Taboudoucht, à l’initiative de Mme Djamila Kabla, Commissaire de l’exposition,
- 2013, “Le Corps Manquant”, exposition vidéo à l’institut français d’Alger, Commissaire de l’exposition, Mme Amina Zoubir,
- 2015, “Open”, exposition pour l’inauguration de l’Espace d’art contemporain  d’El Achour,
- 2016, “Made In Algeria” au Musée des Civilisations de l’Europe et de la Méditerranée (MUCEM), Marseille, Commissaires de l’exposition, Mme Zahia Rahmani et Mr Jean-Yves Sarazin, …

### Principales expositions individuelles
- 1981, “ Huiles & dessins” au Centre culturel de la Wilaya d’Alger,
- 1983, “l’oiseau pour en finir avec le chien”, au Centre Culturel de la Wilaya d’Alger, (Titre d’un article de Mr Ameziane Ferhani),
- 1989, “Antar Wa ABla”, à la Galerie Isma, Commissaire de l’exposition, Mr Mustapha Orif, texte de l’artiste peintre,  Mr Ali Ali Khodja,
- 2000, “Star Bab 2000”, à la Galerie Isma, Commissaire de l’exposition, Mr Mustapha Orif,
- 2003, “Map Monde 03”, au Musée d’Art Roger Quilliot à Clermont Ferrand (MARQ), Commissaire de l’exposition, Mme Evelyne Artaud, texte de Mme Nadira Laggoune,
- 2006, “Le marriage de Tanina”, Galerie Isma, Commissaire de l’exposition, Mr Mustapha Orif, texte de Mme Nadira Laggoune,
- 2011, “Antar By Zoubir”, au Musée National “Nasreddine- Dinet de Bou Saada, Commissaire de l’exposition, Mr Ladjlat Mohamed, texte de Mr Ameziane Ferhani,
- 2013,” Forza Femina”, Bastion 23, Commissaire de l’exposition, Mr Antri Azzedine, textes de Mmes Fanny Gillet , Nadira Laggoune & Mr Ameziane Ferhani,
- 2014, “Écoute petit homme”, Galerie Dar El Kenz, Commissaire de l’exposition, Mme Zahia Guelimi,

## Activités artistiques
Zoubir Hellal crée à Alger la fresque (450 m2) du tunnel des facultés en association avec l’artiste Salah Malek (1985-89. Il réalise une fresque (150 m2) et l'aménagement du pavillon algérien à la foire de Lausanne (1982-83), « La porte de l’Algérie » au stade de Bari, pour les jeux méditerranéens (1998).
Il est coordinateur des études d’aménagement de la première ligne du métro d’Alger (1982-1983) et  de la reprise de l’étude d’aménagement et étude de la station jardins d’essai, conseiller artistique pour l’ensemble des stations du métro 1re ligne (2005-2006),

## Prix et distinctions
- Prix du président de la République algérienne
- Médaille d'argent, Bilan de l’art contemporain, Dallas (USA), 1983
- Prix national Picasso, Madrid (Espagne), 1985
- Prix spécial du jury, Première biennale internationale, Ankara, Turquie, 1986
- 2e prix de peinture de la ville d’Alger
- Médaille de la fondation Asselah, Alger, 1997

## Musées
- Musée national des beaux-arts d'Alger : L'Adjaar, 1981 (90 × 70,5 cm); L'Œil, 1982
- Musée public national d’Art moderne et contemporain d’Alger.
- Présidence de la République Algérienne, Alger
- Ministère de la culture, Alger
- Ambassade de France, Alger
- Musée national Zabana d'Oran, Oran
- Musée Salvador Allende (Chili)
- Médiathèque de Miramas (France)

## Publications
- Réflexions sur le design, Designers issus de l’école des beaux-arts d’Alger », Hellal Zoubir, Editions Helium, 128 pages, 2018  (ISBN 978-9931-9143-5-8)
- Time To Shine Bright, History Of a Pavilion, Algerians Artists in Venice, Editions Helium, 96 pages, 2019 (ISBN 978-9931-9143-6-5)

## Contributions & communications
- Le rôle de l’artiste dans la société, à l'école des beaux arts d’Alger, octobre 1977,
- L'École des Beaux-arts d'Alger et son organisation pédagogique, à l'école des beaux-arts d'Alger, Alger 1990,
- L’objet, sa projection en soi, projection de soi en objet » workshop & conférence aux Ateliers de Mars, Institut d’Arts Visuels d’Orléans, 1998,
- L’image peinte : pour quoi faire ? L’aliénation par l’image de la peinture, du début du siècle à nos jours, Aix en Provence 2000,
- Calligraphismes, Regards Croisés, Bois Fleuri, Lormont 2000,
- Art & Identité contemporaine arabe, faut-il avoir peur de la mondialisation, question de questionnement ?, à la Bibliothèque Nationale, Alger 2005,
- Desseins et politiques, Musée de Bou Saada 2011,
- Cadre d’un dessein africain, Salon du design, Cotonou, au Centre culturel français, Benin 2010,
- Le rôle du design dans le développement économique et industriel, Bastion 23, Alger 2012,
- Pour Picasso, Séminaire "Les Méditérannées de Picasso", Villa Médicis-Rome, 2017,

- La « Cosa mentale » & « l’art thinking, Hellal zoubir & Nadjib Ferhat, article sur le quotidien l’Expression, mai 2020.

## Galerie

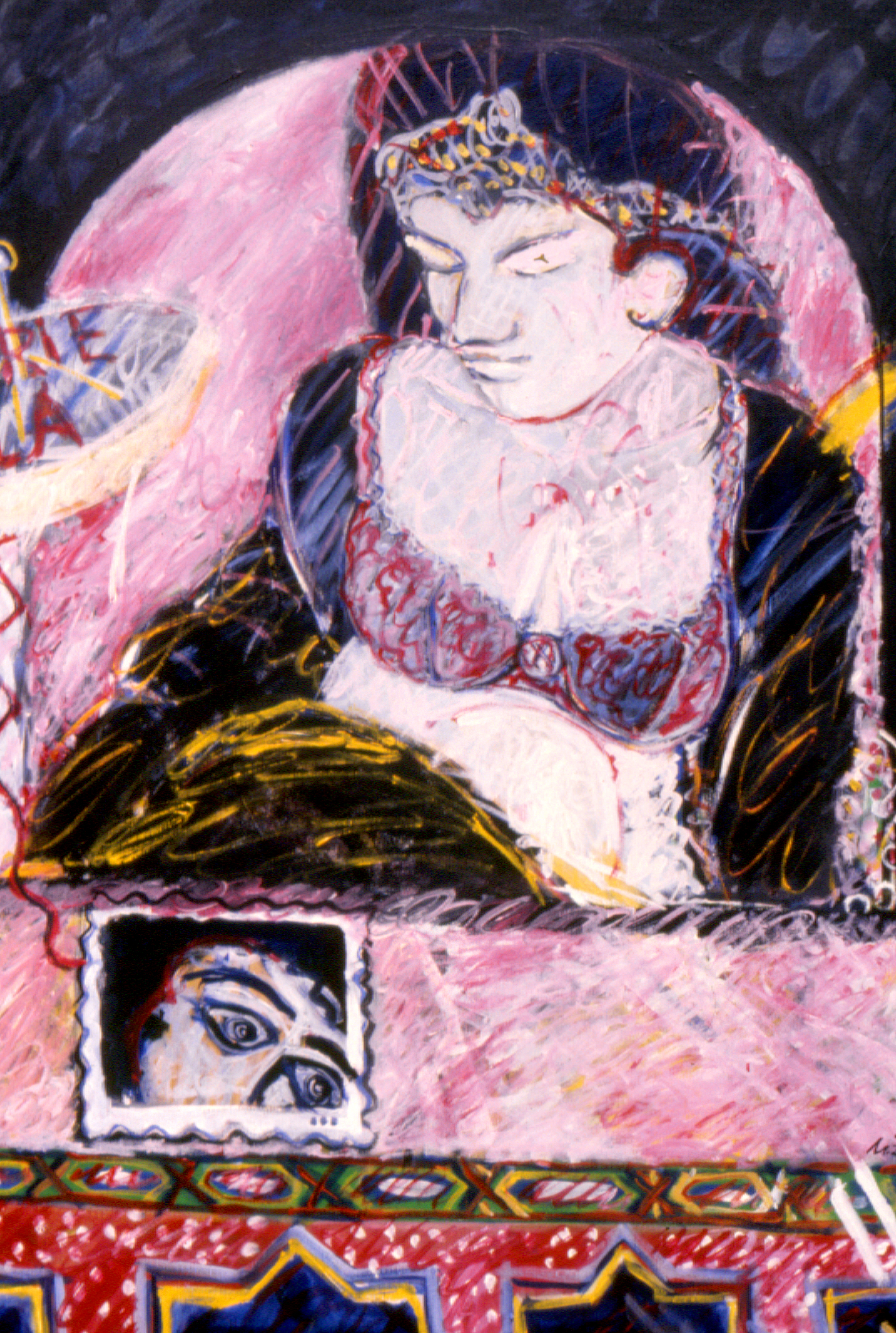
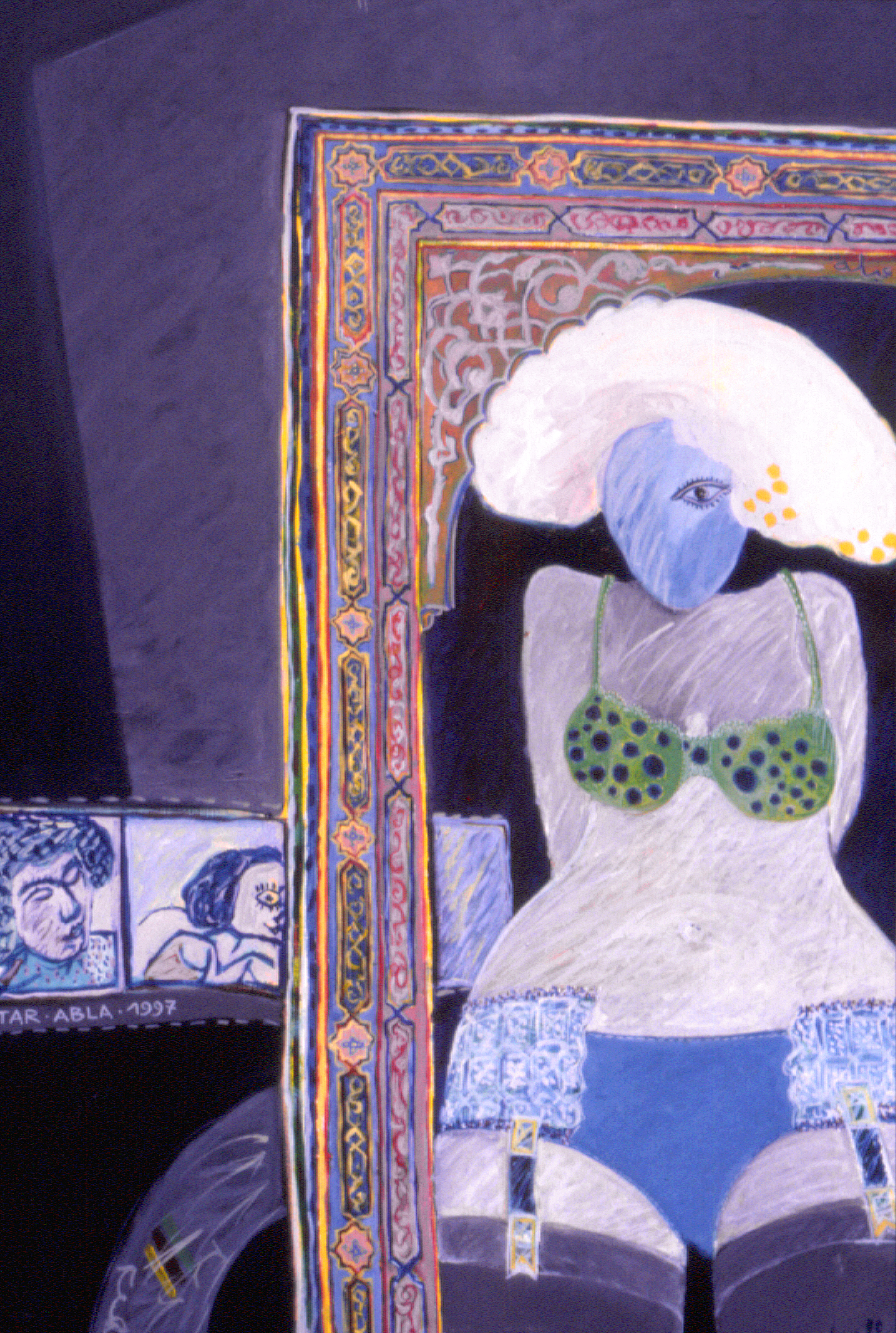
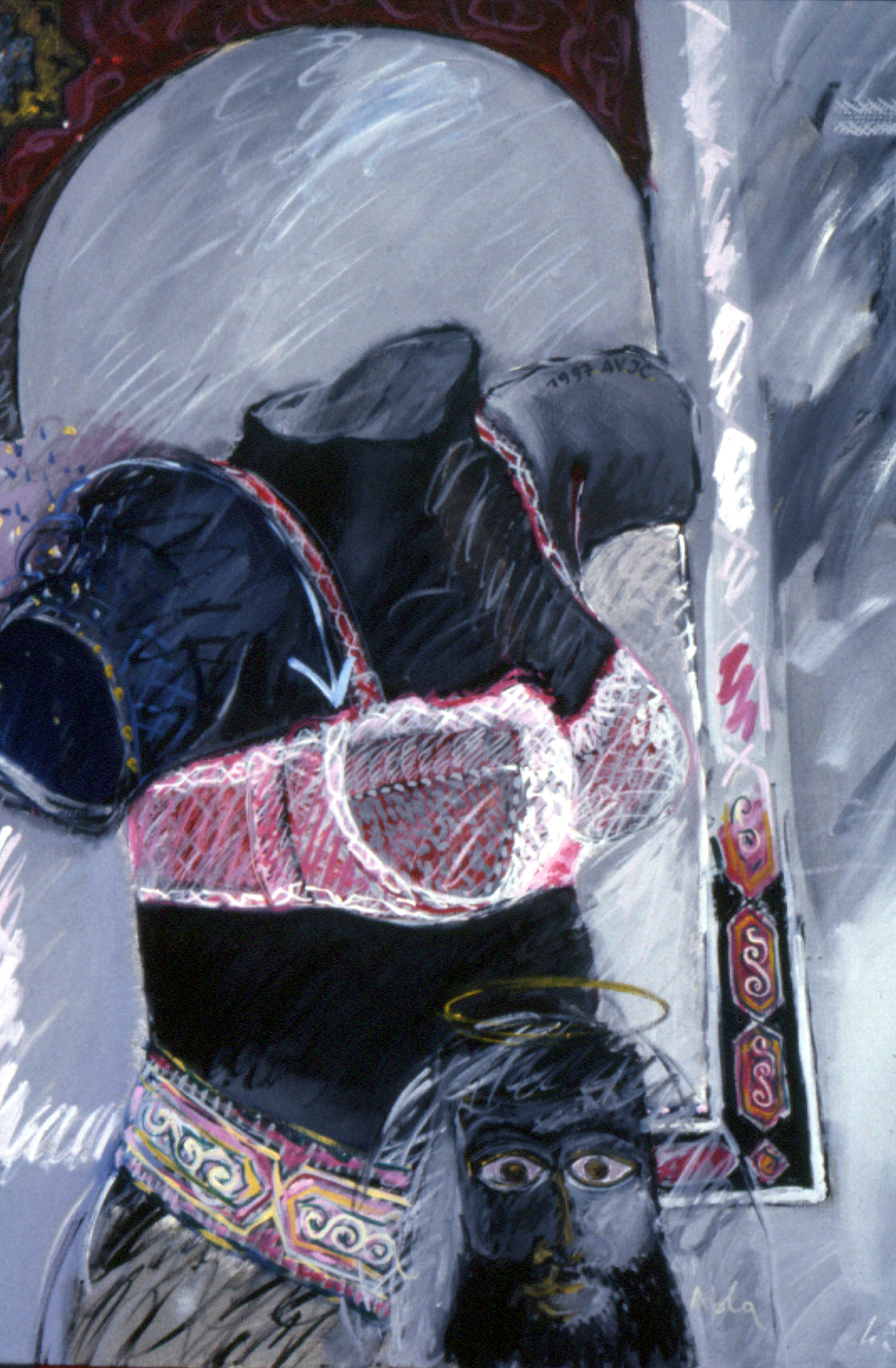
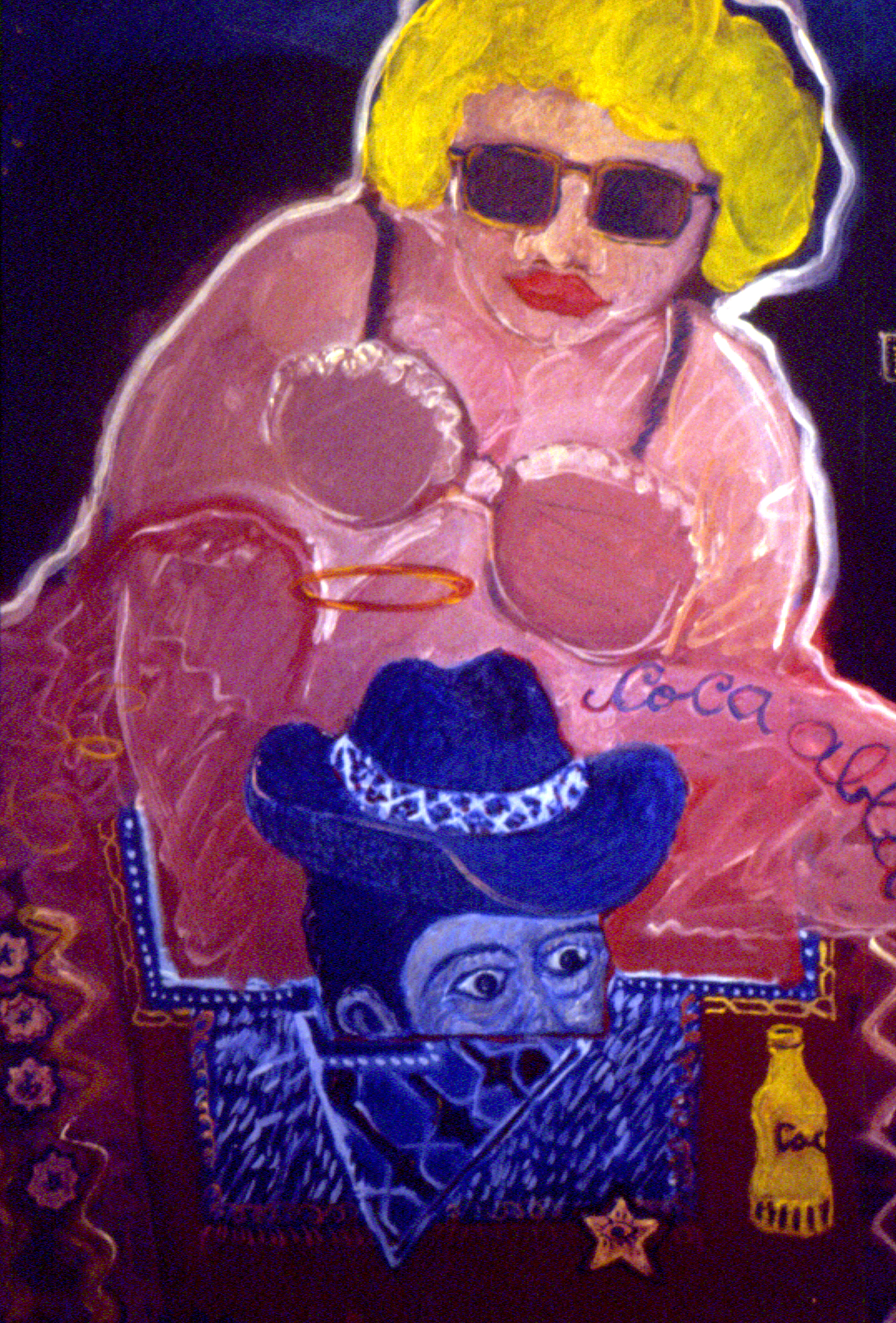